# Economic Research Service
L'Economic Research Service (ERS) è la più importante fonte di ricerca ed informazioni in economia del United States Department of Agriculture. Con sede a Washington, la missione dell'ERS è di informare e favorire il processo di decision-making pubblico e privato sui temi di politica ed economia agroalimentare, ambientale e dello sviluppo rurale. Per adempiere a questa funzione una squadra di economisti e sociologi di alto livello, sviluppano e distribuiscono un'ampia gamma di informazioni e analisi economiche e sociali.
Le periodiche analisi e ricerche dell'ERS forniscono ai decisori pubblici e privati le informazioni di cui hanno bisogno per il loro business, per formulare politiche, o imparare qualcosa sulle aziende agricole, lo sviluppo rurale ed il settore agroalimentare. I materiali prodotti dall'ERS sono usati da giornali ed altri mass media, e sia le pubblicazioni stampate che quelle in formato elettronico sono disponibili pubblicamente.
Il lavoro dell'Agenzia è strutturato in quattro divisioni:
- Food and Rural Economics
- Information Services
- Market and Trade Economics
- Resource Economics

Il programma dell'ERS include ricerca analisi del settore agroalimentare e delle commodity, analisi delle politiche, ed indicatori statistici e di sviluppo economico. Le informazioni e le analisi sono prodotte per il settore privato e per aiutare le branche esecutive e legislative del Federal Government per sviluppare, amministrare, e valutare i programmi ed i progetti.